# Sistema ottico anastigmatico

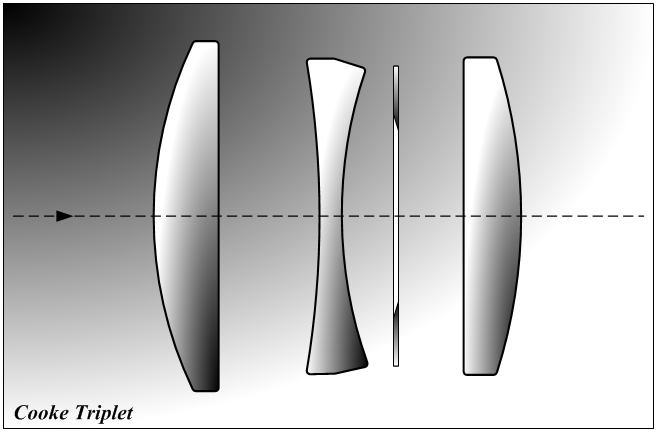
Tripletta Cooke

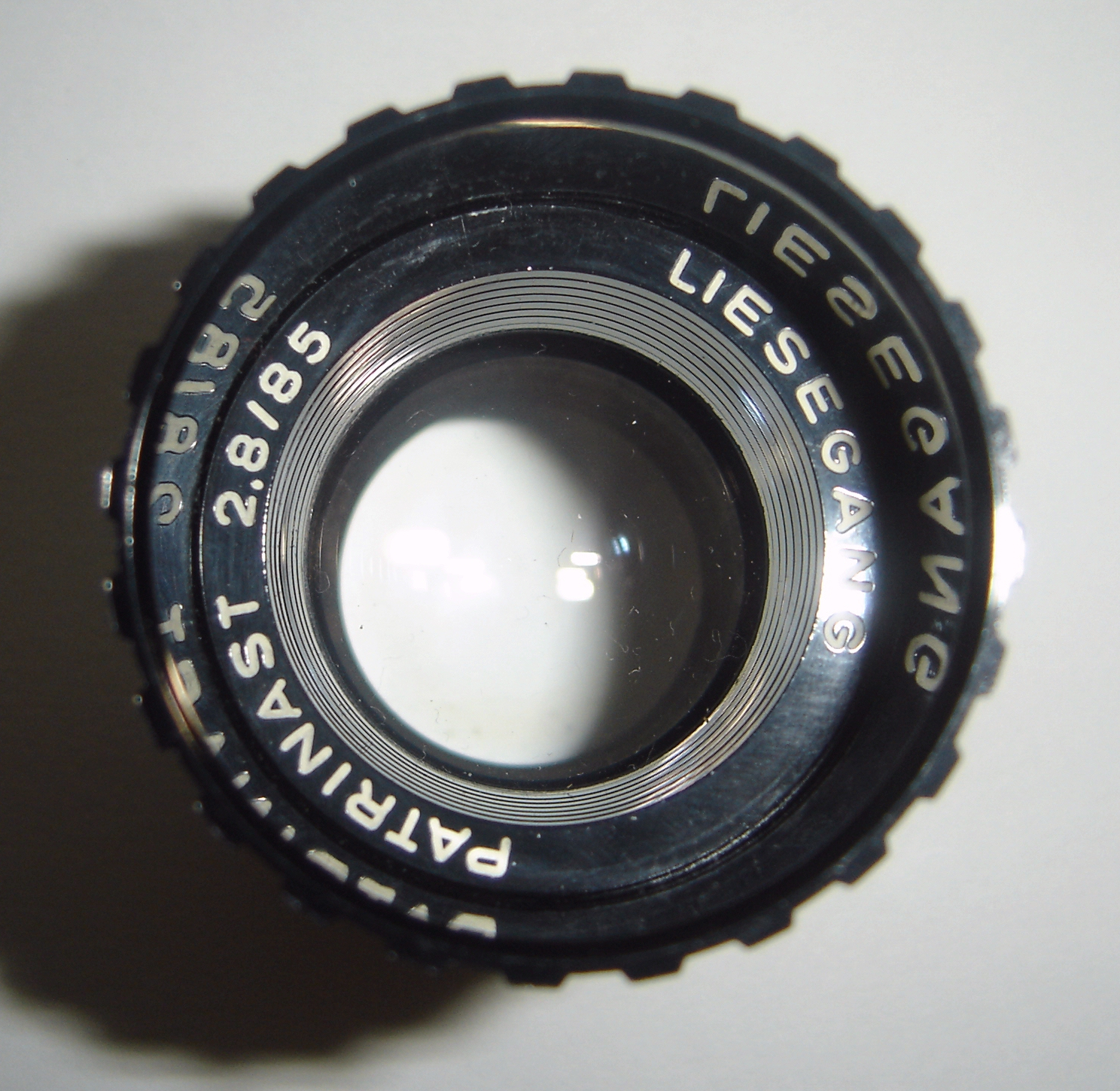
Obiettivo anastigmatico di un proiettore (Patrinast di Liesegang)

Unofocal doppio anastigmatico

Sistema ottico anastigmatico è definito - in ottica come in fotografia - un sistema ottico aplanatico che è progettato per correggere anche l'astigmatismo.
In presenza di soli specchi - sistemi catottrici - il minimo numero di elementi per avere correzione anastigmatica è tre. Nel qual caso è anche possibile bilanciare le focali dei tre singoli specchi in modo da avere anche curvatura di campo nulla.
Nel caso di lenti separate in aria - sistemi diottrici - gli indici di rifrazione dei materiali e il fattore di forma delle lenti permette di annullare anche la curvatura di campo, la distorsione, la cromatica assiale e la cromatica laterale.
Gli obiettivi fotografici diottrici anastigmatici derivano dallo schema simmetrico o dal tripletto (schema a tre lenti non incollate) di Taylor, composto dalla prima e l'ultima lente positiva e dalla lente al centro negativa. Su quest'ultima viene posto il diaframma di apertura. Il primo obiettivo anastigmatico fu posto in commercio nel 1889 da Paul Rudolph, che riprese lo schema di Taylor ed introdusse un elemento posteriore.
Un altro passo si deve ai tecnici della Carl Zeiss che nel 1891, accoppiando due doppietti (coppia di lenti) acromatici, con il diaframma di apertura posto tra i due doppietti, ottennero un obiettivo anastigmatico, corretto anche per aberrazione cromatica assiale. L'obiettivo fu chiamato Protar.